# Ilsenburg (Harz)
Ilsenburg (Harz) ist eine an der Ilse gelegene Kleinstadt am Nordharz, zugehörig zum Landkreis Harz in Sachsen-Anhalt. Sie wurde 2002 als Luftkurort staatlich anerkannt.

## Geographie

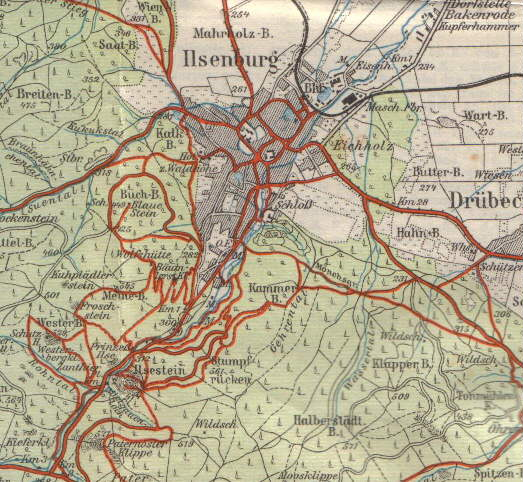
Karte von Ilsenburg (1912)

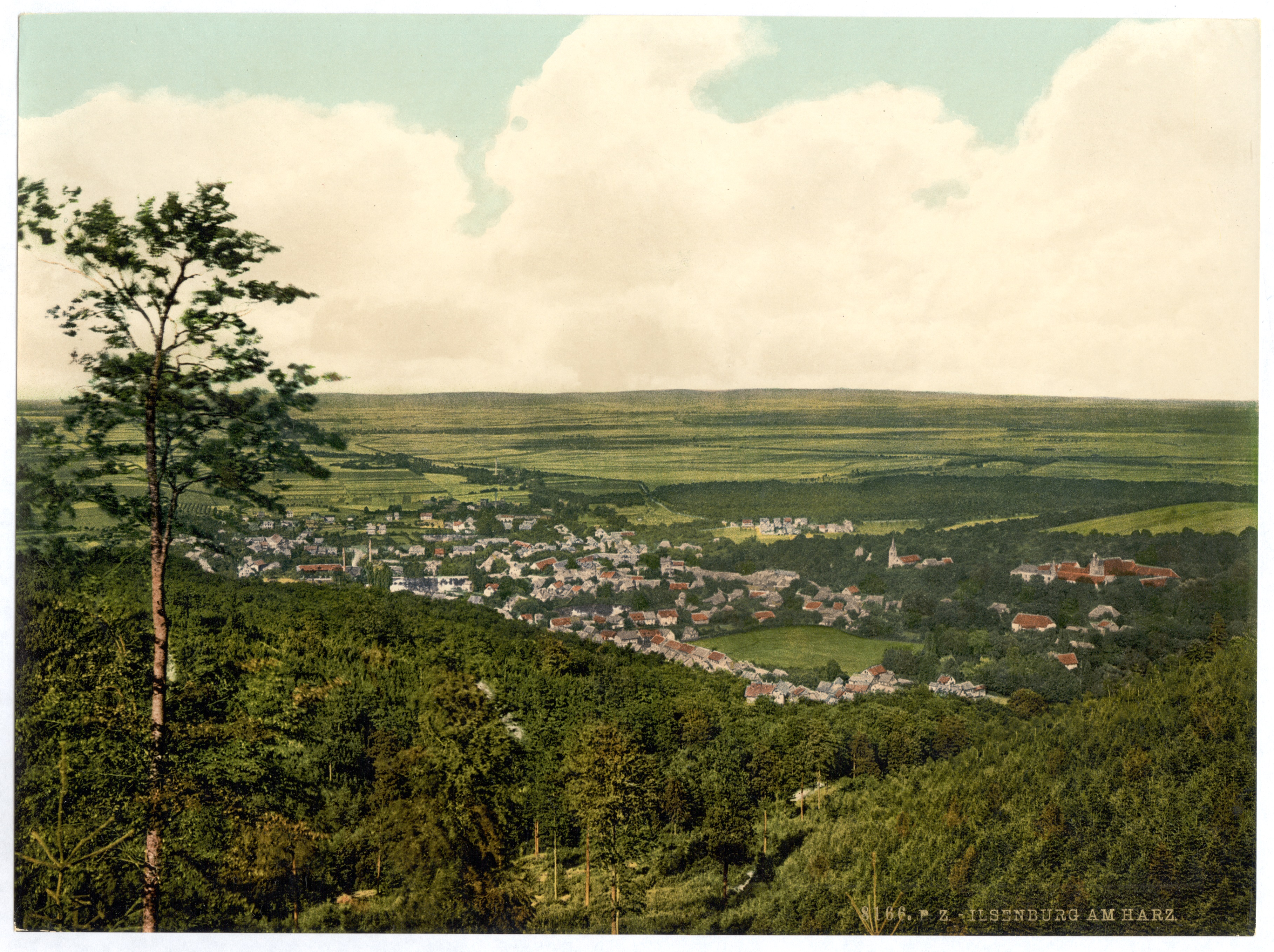
Blick auf Ilsenburg (vor 1900)

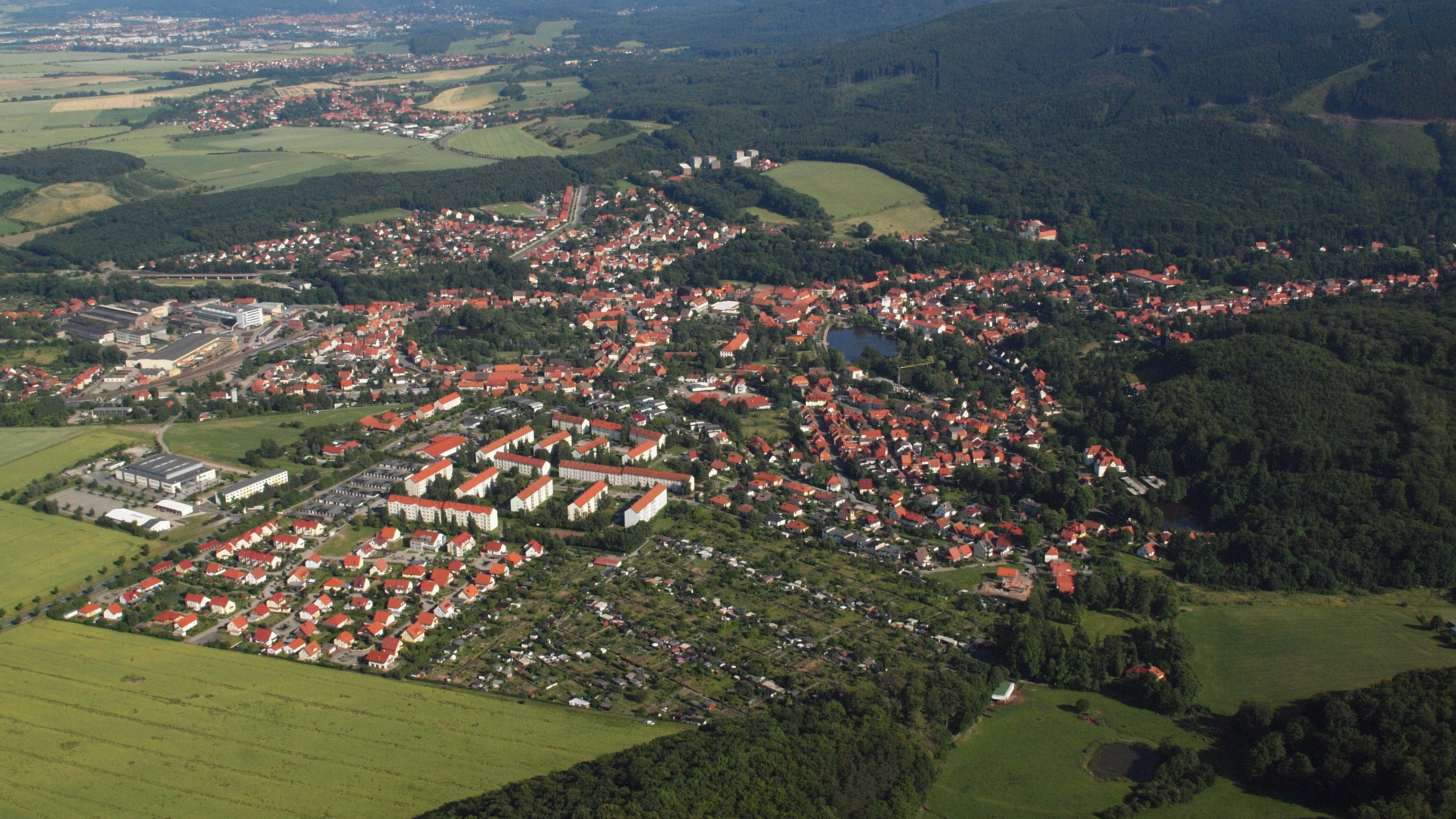
Blick auf Ilsenburg (2013)

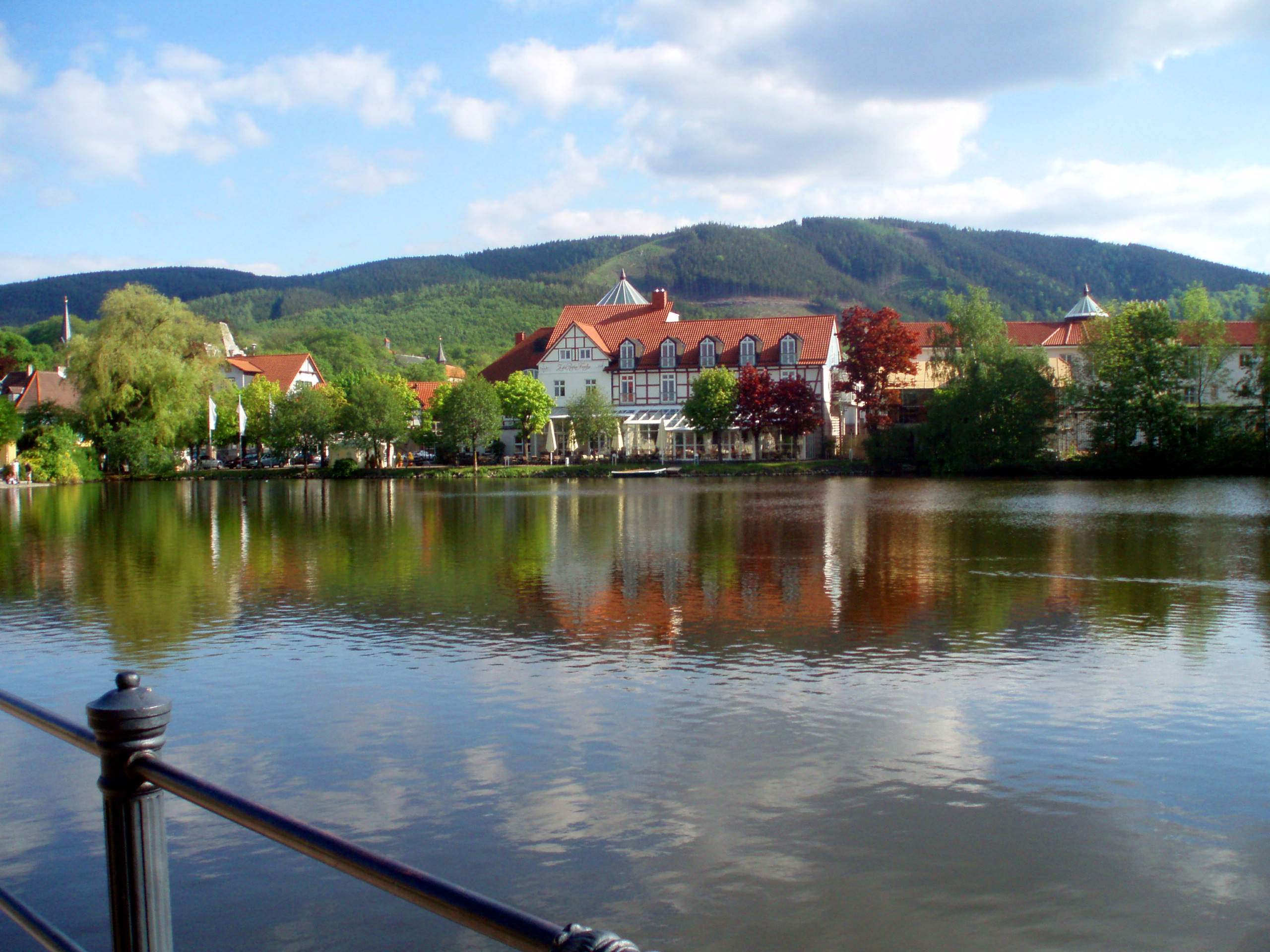
Forellenteich mit Hotel

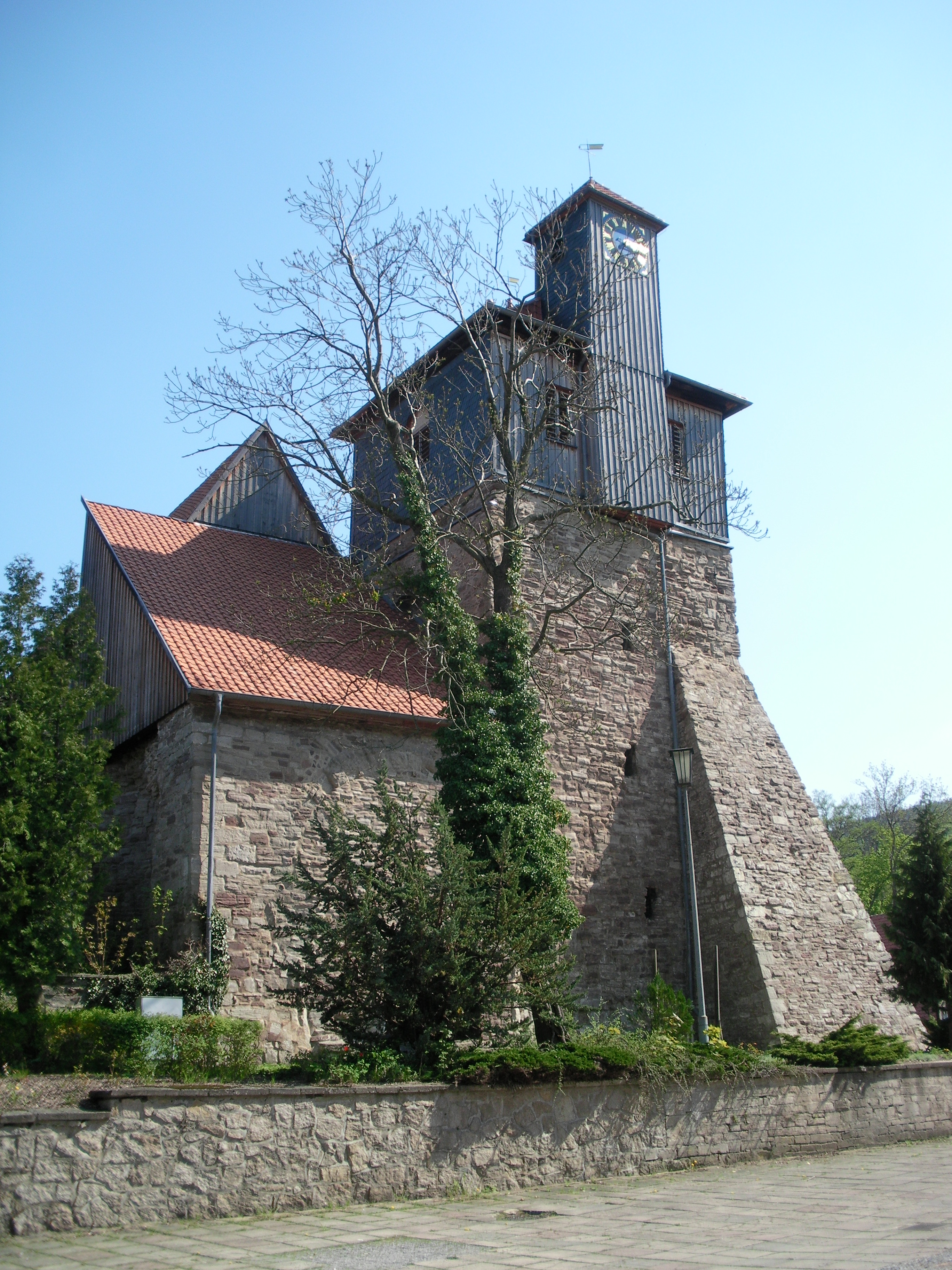
Klosterkirche

Ilsenburg liegt zwischen Wernigerode (Sachsen-Anhalt) im Osten und Bad Harzburg (Niedersachsen) im Westen am Ausgang des Ilsetals an der Bahnstrecke Heudeber-Danstedt–Ilsenburg–Vienenburg. Die Stadt ist an drei Seiten von bewaldeten Bergen umgeben, die über 550 m hoch sind.
Von Ilsenburg ist der Brocken über einen Wanderweg vorbei am Scharfenstein und Kleinen Brocken zu erreichen, der zu Ehren von Heinrich Heine Heinrich-Heine-Weg benannt wurde. Heine hatte die Region 1824 erwandert, den Ilsestein bestiegen und seine Erlebnisse im 1826 in überarbeiteter Form erschienenen Reisebericht Die Harzreise beschrieben.
Südwestlich der Stadt liegt die Paternosterklippe, ebenso die Bäumlersklippe. Ein Familiendrama von dort wurde von Theodor Fontane aufgegriffen und fand Eingang in seine Novelle Ellernklipp.
Ilsenburg liegt am Nationalpark Harz und ist offizielle Nationalpark-Gemeinde.
Der Harzer Grenzweg am Grünen Band verläuft westlich an Ilsenburg vorbei in Nord-Süd-Richtung über rund 95 km bis nach Tettenborn bei Walkenried entlang der ehemaligen innerdeutschen Grenze; teilweise sind Grenzanlagen und Grenzwege noch erkennbar. Da dieses Gebiet rund 40 Jahre gesperrt war, hat sich dort eine vielfältige Tier- und Pflanzenwelt erhalten.
Am Harzer Klosterwanderweg befinden sich die beiden Klosteranlagen in Ilsenburg und im Ortsteil Drübeck.

## Stadtgliederung
Am 1. Juli 2009 wurden die bis dahin eigenständigen Gemeinden Darlingerode und Drübeck mit dem Ortsteil Oehrenfeld eingemeindet. Gleichzeitig wurde die Verwaltungsgemeinschaft Ilsenburg (Harz), deren Sitz sich in der Stadt befand, aufgelöst.
Einwohnerzahlen der drei Ortsteile (Stand: 31. Dezember 2007) *:
| Ortsteil                                  | Einwohnerzahl |
| ----------------------------------------- | ------------- |
| Ilsenburg *                               | 6.117         |
| Darlingerode                              | 2.386         |
| Drübeck ***                               | 1.497         |
| Summe 2007                                | 10.000        |
| Stadt Ilsenburg (Harz) lt. Statistik 2019 | 9.565         |

## Geschichte
995 hielt sich Kaiser Otto III. auf einer Burg in der Nähe des heutigen Ilsenburg auf, die im 10. Jahrhundert zum Schutz eines kaiserlichen Jagdreviers im Harz gebaut worden war. 1003 übergab sein Nachfolger Heinrich II. die Burg dem Bischof von Halberstadt zur Gründung des Benediktinerklosters Ilsenburg. Auf dem Ilsestein wurde danach eine neue Reichsburg erbaut, die jedoch 1107 völlig zerstört wurde.
Das in der Umgebung des 1525 im Bauernkrieg verwüsteten Klosters entstandene Dorf entwickelte sich Ende des 16. Jahrhunderts zum Flecken in der Grafschaft Wernigerode. 1545 wurde eine Eisenhütte mit zwei Hochöfen errichtet, die 1697 von Zar Peter I. besichtigt wurde. Ilsenburg entwickelte sich zu einer wohlhabenden Gemeinde, die am Ende des Dreißigjährigen Krieges Residenz der Grafen zu Stolberg-Wernigerode wurde. Diese verlegten ihren Hofhaltungssitz erst 1710 zurück nach Wernigerode.
In den Hexenprozessen in Wernigerode wurde unter anderem Mette Fliß aus Drübeck 1583 zum Tod verurteilt.
Ilsenburg wurde besonders durch die Produktion von Ofenplatten und Kunstguss bekannt. In Ilsenburg, das ursprünglich nicht zur Grafschaft Wernigerode, sondern zum Amt Stapelburg gezählt wurde, und in der unmittelbaren Umgebung reichen die Spuren von Hütten- und Bergwerksanlagen weit in das Hochmittelalter zurück. Es handelte sich dabei um sehr bescheidene Werke, die nur selten in der sonst sehr reichhaltigen schriftlichen Überlieferung des Benediktinerklosters Ilsenburg erwähnt werden. Dazu gehört eine 1311 erwähnte Hütte in der späteren Wüstung Backenrode am westlichen Ilseufer nördlich von Ilsenburg, in der Kupfer vom Goslarer Rammelsberg verhüttet wurde. Spätestens zu Beginn des 15. Jahrhunderts soll an Stelle der Kupfergewinnung die von Schmiedeeisen in einer Eisenhütte getreten sein, die jedoch bereits 1480 als verlassen bezeichnet wurde. Nördlich von Backenrode lagen an der Ilse zwei weitere Hütten, in denen ebenfalls Rammelsberger Kupfer verhüttet wurde. Diese trugen den Namen Betsingerode, werden noch 1495 nebeneinander liegend genannt und wurden nach dem Aufblühen Ilsenburgs als eigentlicher Hüttenort endgültig verlassen.
Bereits 1536 hatte Graf Botho zu Stolberg mit den Leipziger Bürgern Heinrich Scherlin, Hieronymus Lotter († 1580) und ihren Mitgesellschaftern der bei Ludwigsstadt in Oberfranken gelegenen Saigerhütte einen Vertrag abgeschlossen. In diesem gestattete er ihnen den Bau einer neuen Saigerhütte in Ilsenburg und privilegierte sie mit mehreren Freiheiten, darunter der Anlegung eines Kupferhammers. Zu den Gesellschaftern zählte auch der gräfliche Rentmeister Wilhelm Reiffenstein († 1538) aus Stolberg (Harz), der mit großer Wahrscheinlichkeit ausschlaggebend dafür war, dass sich die Betreiber der Saigerhütte Ludwigsstadt für einen neuen Hüttenstandort im Harz interessierten. Doch sein früher Tod war einer der Gründe, warum die Unternehmer aus Leipzig sich letztendlich gegen das Experiment der Anlage völlig neuer Hüttenanlagen im Nordharz entschieden und fortan weiter in neue Hütten und Hämmern an der Loquitz im Raum Ludwigsstadt investierten.
Der Hüttenfaktor Peter Engelbrecht hinterließ eine kurze Chronik des Klosters Ilsenburg, in der er erwähnte, dass zur Zeit des Abtes Henning Brandis († 1546) durch die Grafen zu Stolberg ein hoher Ofen in Ilsenburg angeblasen wurde. Eduard Jacobs vermutete, dass dies um das Jahr 1543/44 geschehen sei und brachte diesen Fakt u. a. in Zusammenhang mit dem einige Jahre zuvor gemuteten Bergwerk „Schwarzer Hirsch“, das nach dem gräflichen Wappentier benannt worden ist und das in der Wernigeröder Amtsrechnung von 1536/37 erstmals erwähnt wird. Graf Botho zu Stolberg besaß zwölf Kuxe an diesem Bergwerk.
Da Ilsenburg einerseits durch die Waldnähe über genügend Brennmaterial verfügte, andererseits durch das gleichmäßig starke Wassergefälle der vom Brocken kommenden Ilse ausreichend Betriebskräfte zur Verfügung standen und außerdem der Ort in kürzerer Entfernung zu den Goslarer Erzlagerstätten und nicht allzu weit von den Eisensteingruben nördlich von Elbingerode lag, wurde schon bald Ilsenburg im Vergleich zu Wernigerode als der günstigere Hüttenstandort empfunden. Daher wurde schon bald den Hauptsitz der gräflichen Messing- und Drahtherstellung hierher verlegt. Spätestens im Juni 1546 hatten in Ilsenburg der Obere und der Untere Blechhammer sowie die Draht- und Messinghütte ihre Arbeit aufgenommen. Während zunächst noch gleichzeitig in Wernigerode eine gräfliche Messing- und Drahthütte in Betrieb war, gab man diese einige Jahre später zugunsten von Ilsenburg auf. Anfang des Jahres 1550 wurde dann in Ilsenburg auch noch der neue Kesselhammer fertiggestellt, mit deren Aufblühen die gleichartige Anlage in Wernigerode, die Niederländerhütte, ihre einstige Bedeutung zugunsten des Werks in Ilsenburg verlor. Fortan entwickelte sich Ilsenburg zum bedeutendsten Hüttenstandort innerhalb der Grafschaft Wernigerode.
Im 18. Jahrhundert wurde südwestlich von Ilsenburg die Ernstburg errichtet.
Im Königreich Westphalen war Ilsenburg Bestandteil des Kantons Ilsenburg. 1893 besuchten Ilsenburg 2400 Urlauber, nachdem bereits 1884 die Eisenbahn die Gemeinde erreicht hatte. Das Hüttenwerk wurde 1911 vorübergehend stillgelegt.

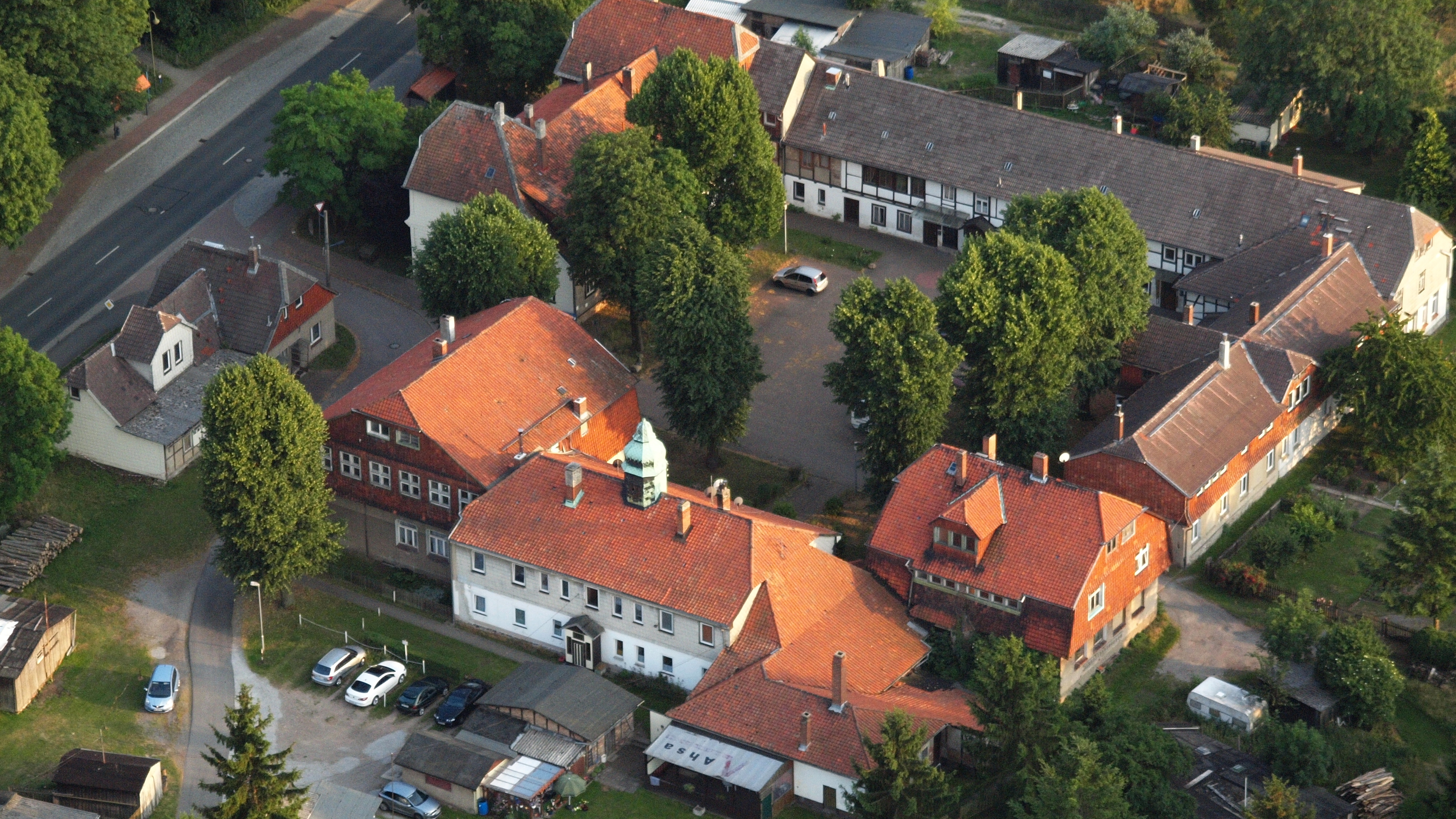
Pulvermühle, erstes deutsches Landerziehungsheim

1898 gründete Hermann Lietz in der Pulvermühle das erste deutsche Landerziehungsheim und begründete damit die Hermann-Lietz-Schulen.
Während des Zweiten Weltkrieges wurde im Ort kurzzeitig ein Außenlager des KZ Dora-Mittelbau angelegt, in dem 16 italienische Militärinternierte zur Zwangsarbeit eingesetzt waren.
Am 31. Oktober 1947 wurde Ilsenburg die Bezeichnung Luftkurort und in Würdigung seiner wirtschaftlichen Bedeutung und als wichtiges Erholungszentrum am 1. Januar 1959 die Stadtrechte verliehen.
In Ilsenburg wurde 1948 die Evangelische Forschungsakademie gegründet.
Der eingeklammerte Landschaftszusatz (Harz) wurde am 1. Februar 2007 amtlich dem bisherigen Ortsnamen hinzugefügt.

## Bevölkerung
| Jahr | Einwohner |
| ---- | --------- |
| 1990 | 07.065    |
| 2006 | 10.091    |
| 2010 | 9.734     |
| 2015 | 9.475     |
| 2020 | 9.558     |

| Jahr | Einwohner |
| ---- | --------- |
| 2021 | 9.497     |
| 2022 | 9.506     |
| 2023 | 9.474     |
| 2024 | 9.414     |

Stand: 31. Dezember des jeweiligen Jahres (Angaben des Statistischen Landesamtes Sachsen-Anhalt), ab 2011 auf Basis des Zensus 2011, ab 2022 auf Basis des Zensus 2022

## Religion
Die evangelische Kirchengemeinde Ilsenburg gehört zum Kirchenkreis Halberstadt. Zu ihr gehört in Ilsenburg die Marienkirche, sie geht auf das 12. Jahrhundert zurück und wurde seitdem mehrmals umgebaut.
Die ehemalige Klosterkirche St. Peter und Paul, die zwischenzeitlich auch als Schlosskirche diente, gehört zum Kloster Ilsenburg. Eigentümer der Kirche, die heute für kulturelle und religiöse Veranstaltungen genutzt wird, ist seit 1974 die Stadt Ilsenburg.
Die katholische Kirche St. Benedikt, benannt nach Benedikt von Nursia, befindet sich an der Schlossstraße. Die 1934/35 von Wilhelm Ulrich erbaute Kirche ist die westlichste Kirche des Bistums Magdeburg, seit 2010 gehört sie zur Pfarrei St. Bonifatius mit Sitz in Wernigerode.
Eine Neuapostolische Kirche befand sich an der Friedrichstraße. Ihre Gemeinde, die zum Bezirk Halberstadt gehörte, ging auf das Jahr 1865 zurück und war damit die älteste Gemeinde der Neuapostolischen Kirche Mitteldeutschland in Sachsen-Anhalt. 2017 fand der letzte neuapostolische Gottesdienst in Ilsenburg statt und die Kirche wurde geschlossen.

## Politik

### Stadtrat
Der Stadtrat von Ilsenburg besteht aus 20 Mitgliedern und dem Bürgermeister. Die Kommunalwahl am 9. Juni 2024 führte bei einer Wahlbeteiligung von 67,4 % zu folgendem Ergebnis:
| Partei / Wählergruppe                                             | Stimmenanteil 2019 | Sitze 2019 |        | Stimmenanteil 2024 | Sitze 2024 |
| ----------------------------------------------------------------- | ------------------ | ---------- | ------ | ------------------ | ---------- |
| CDU                                                               | 38,3 %             | 8          | 39,8 % | 8                  |            |
| SPD                                                               | 25,3 %             | 5          | 22,1 % | 4                  |            |
| AfD                                                               | –                  | –          | 11,8 % | 2                  |            |
| Freie Wähler Ilsenburg                                            | –                  | –          | 09,9 % | 2                  |            |
| Die Linke                                                         | 13,5 %             | 3          | 07,7 % | 2                  |            |
| Bündnis 90/Die Grünen                                             | 06,4 %             | 1          | 03,2 % | 1                  |            |
| FDP                                                               | 01,9 %             | –          | 02,6 % | 1                  |            |
| Bürgerinitiative Pro Drübeck unser Heimatdorf - Demokratie leben! | 04,7 %             | 1          | 02,1 % | –                  |            |
| dieBasis                                                          | –                  | –          | 00,9 % | –                  |            |
| Freie Wählergemeinschaft Drübeck                                  | 07,7 %             | 2          | –      | –                  |            |
| Einzelbewerber Wohl                                               | 02,1 %             | –          | –      | –                  |            |
| Insgesamt                                                         | 100 %              | 20         | 100 %  | 20                 |            |

### Bürgermeister
- 1990–2009: Wilfried Obermöller (SPD)[11]
- seit 2009: Denis Loeffke (CDU)[12]

Loeffke wurde in der Bürgermeisterwahl am 22. Mai 2016 mit 69,3 % der gültigen Stimmen wiedergewählt. Am 4. Juni 2023 wurde er mit 66,2 % der gültigen Stimmen in seinem Amt bestätigt. Seine Amtszeit beträgt sieben Jahre.

### Wappen
Das Wappen wurde am 22. Februar 1938 durch den Oberpräsidenten der Provinz Sachsen verliehen.
Blasonierung: „In Silber auf grünem Boden zwischen zwei grünen Laubbäumen (Elsen oder Erlen) ein rotes Burgtor, dessen Giebel mit einem goldenen Schildchen, worin ein schwarzer Hirsch, belegt ist.“
Bis zum Jahre 1808 führte die Gemeinde ein Siegel, das zum ersten Male 1609 nachweisbar ist. Es zeigt das Burgtor zwischen den Elsen, ist also redend (Elisinaburg = Ilsenburg). Nach Aufhebung der westfälischen Herrschaft führte die Gemeinde bis 1900 nur noch den Hirsch der Grafen zu Stolberg.
Das jetzige Wappen wurde von dem Magdeburger Staatsarchivrat Otto Korn gestaltet.

### Städtepartnerschaften
- Bad Harzburg (Niedersachsen)
- Burglesum (Bremen)

## Sehenswürdigkeiten und Kultur

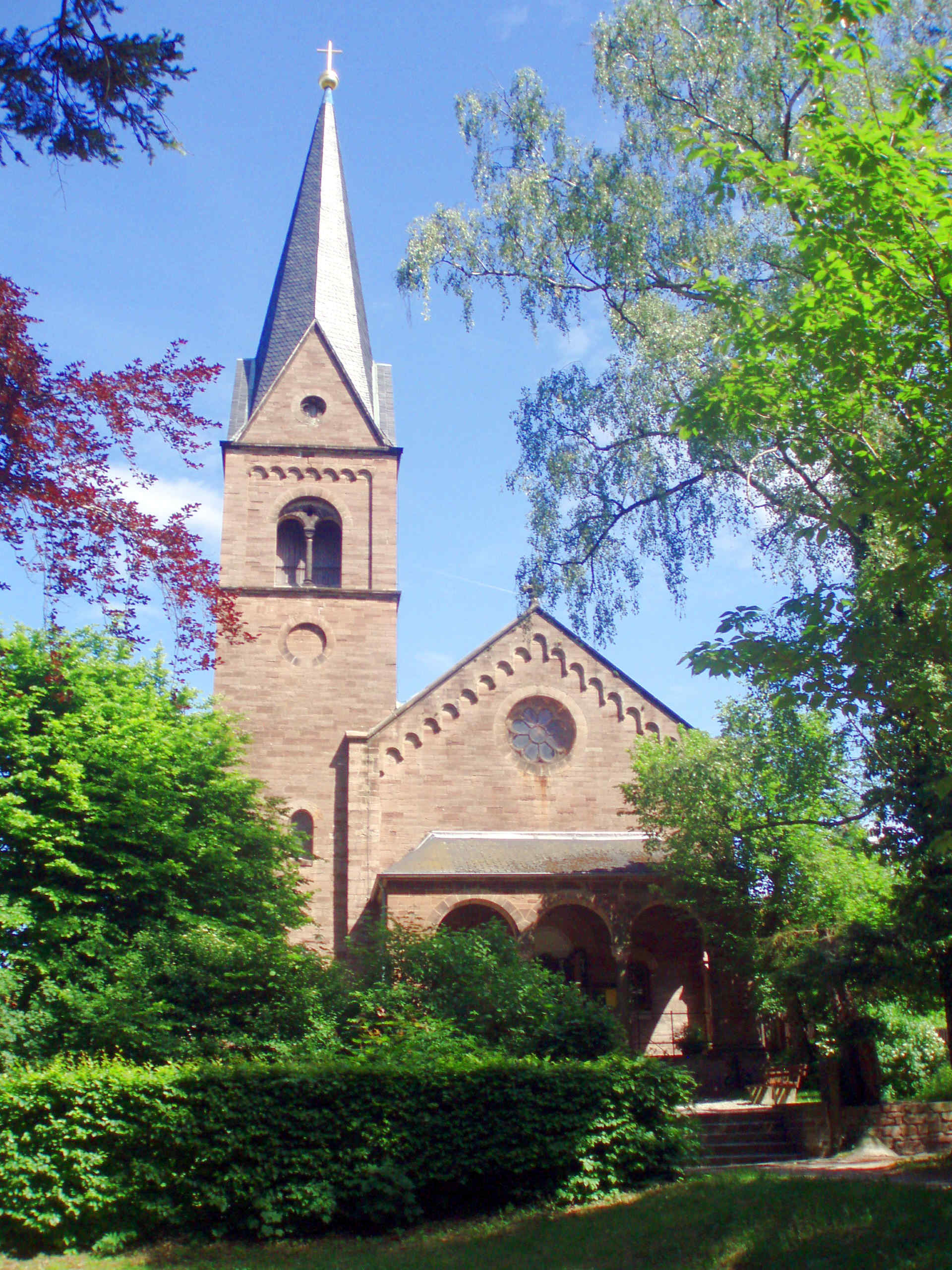
Marienkirche

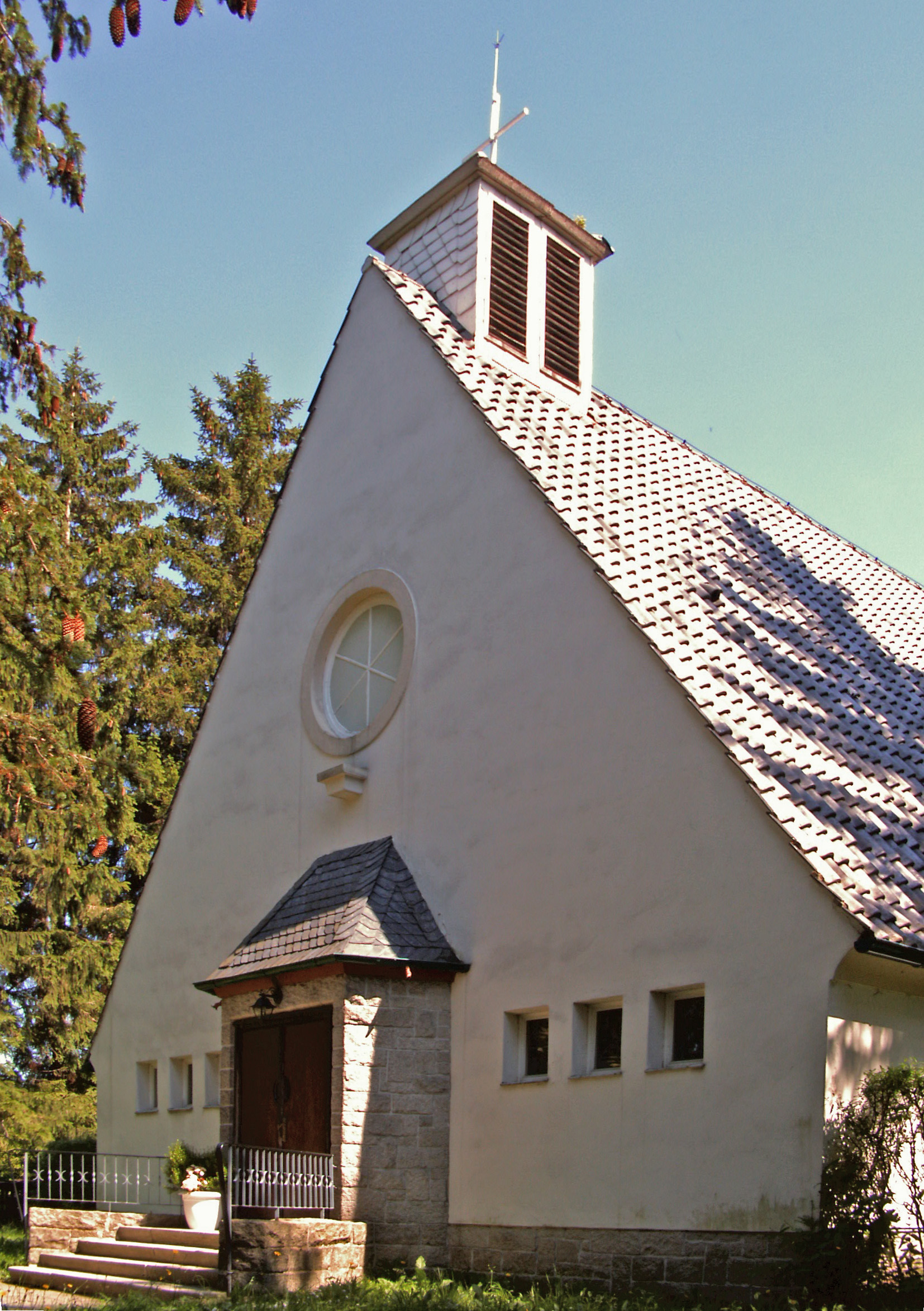
St.-Benedikt-Kirche

### Bauwerke
- Kloster Ilsenburg
- Schloss Ilsenburg
- Kloster Drübeck
- Ilsetal mit Prinzess Ilse
- Ilsestein
- Froschfelsen
- Marktplatz mit Apotheke
- Krugbrücke über die Ilse
- ehemalige Faktorei Ilsenburg, heute als Wohngebäude genutzt
- Marienkirche mit romanischem Tympanon
- Katholische St.-Benedikt-Kirche
- Vogelmühle
- Fürst-Stolberg-Hütte mit Eisen-Museum

### Gedenkstätten

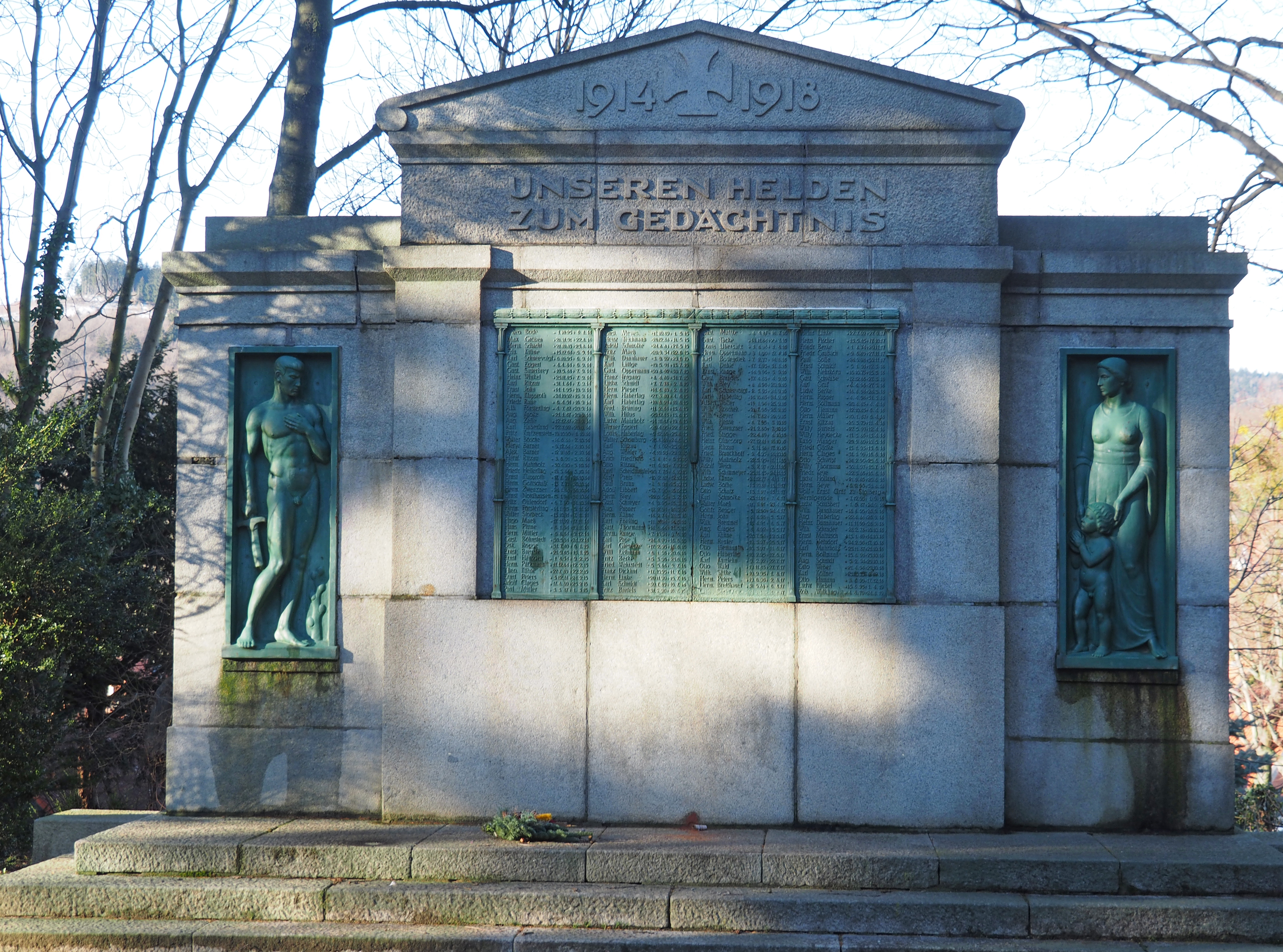
Gefallenen-Ehrenmal 1914/18

- Ehrenmal für die Gefallenen des Ersten Weltkriegs und Gedenkstein für die Opfer von Krieg und Gewalt 1933–1989 gegenüber der Marienkirche

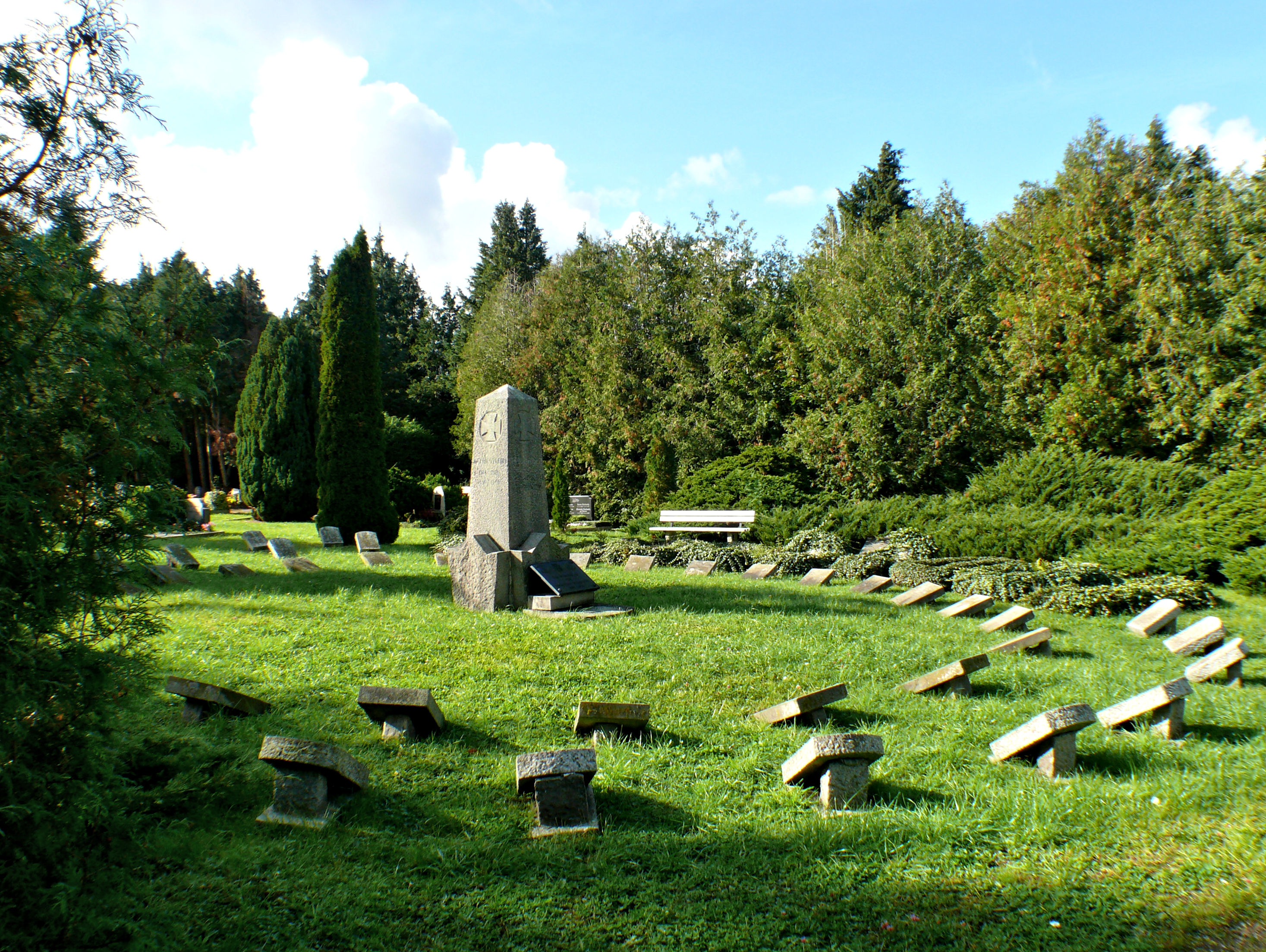
Ehrenmalanlage für Kriegsopfer

- Ehrenanlage auf dem Ortsfriedhof (Veckenstedter Weg) für vier namentlich bekannte Personen aus verschiedenen Nationen, die während des Zweiten Weltkriegs Opfer von Zwangsarbeit wurden[16]
- Gedenkstein im Friedenspark zur Erinnerung an den KPD-Vorsitzenden Ernst Thälmann, der 1944 im KZ Buchenwald ermordet wurde

## Wirtschaft und Infrastruktur

### Unternehmen
Die Ilsenburger Grobblech GmbH ist im Bereich Stahl tätig und beschäftigte 2012 etwa 800 Mitarbeiter. Das Unternehmen gehört zur Salzgitter AG. Der Bochumer Verein Verkehrstechnik ist am Standort Ilsenburg, in Form der ehemaligen Radsatzfabrik Ilsenburg GmbH, ebenso vertreten.
Daneben hat die Thyssenkrupp Presta zwei Produktionsstandorte in Ilsenburg, mit der Fertigung von gebauten Nockenwellen bei der ThyssenKrupp Presta Ilsenburg GmbH und der ThyssenKrupp Valvetrain GmbH.
Bis 1990 wurde in Ilsenburg eines der größten Hüttenwerke des Mansfeld-Kombinats betrieben, in dem unter anderem importierter Elektronikschrott eingeschmolzen wurde. Auf diese Weise gelangten jährlich große Mengen an hochgiftigen Schwermetallen in die Luft.

### Verkehr

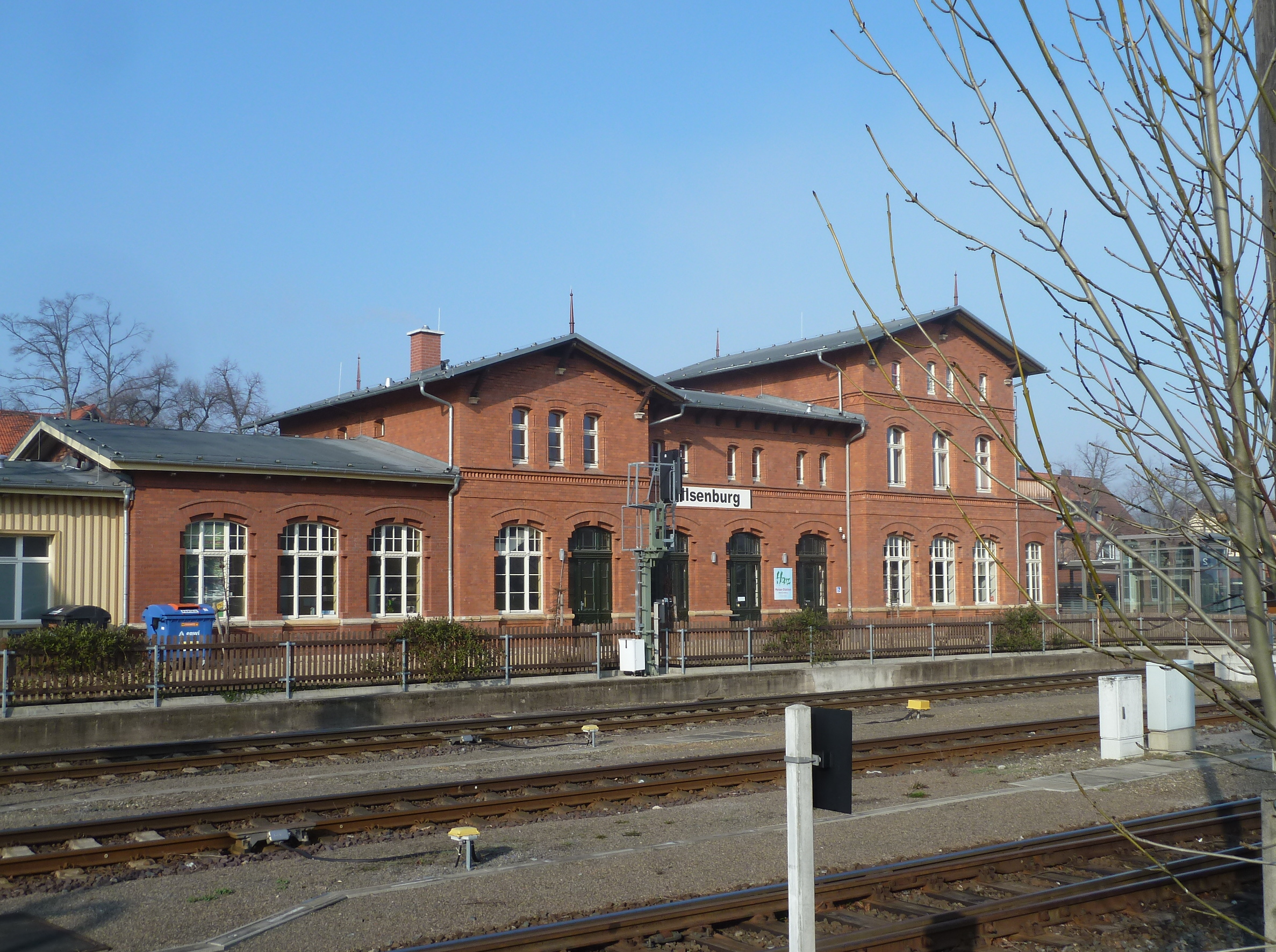
Bahnhof Ilsenburg

Der Bahnhof Ilsenburg liegt an der Bahnstrecke Ilsenburg–Vienenburg und der heute westlich von Ilsenburg unterbrochenen Bahnstrecke Heudeber-Danstedt–Bad Harzburg. Stündlich bestehen Verbindungen in Richtung Magdeburg bzw. Halle (Saale) und nach Goslar.
Ilsenburg hat eine eigene Anschlussstelle an der Bundesautobahn 36 (Braunschweig – Bernburg (Saale)).
Ilsenburg ist an mehrere Radwanderwege angeschlossen, z. B. an die Radwege entlang des Grünen Bandes entlang der ehemaligen deutsch-deutschen Grenze und an den Iron Curtain Trail, welcher als längster Fernradweg Europas entlang des ehemaligen Eisernen Vorhangs von Norwegen bis zum Schwarzen Meer verläuft. Der EV13 kreuzt in Ilsenburg die Europaroute (D3), die hier als Teil des Europaradweg R1 bzw. Hauptstadt-Route (EV2) verläuft.